# Celso Dalmaso
Celso Luiz Francisco Dalmaso (Petrópolis, 12 de maio de 1941), ou simplesmente Celso Dalmaso, é um engenheiro e político brasileiro, prefeito do município de Teresópolis por dois mandatos, de 1983 a 1989.

## Biografia
Nascido no município de Petrópolis, em 12 de maio de 1941, formou-se em Engenharia Cívil pela Escola Nacional de Engenharia da universidade Do Brasil, atual UFRJ. Celso Dalmaso foi prefeito de Teresópolis de 1982 a 1988, após passar por outros cargos no executivo municipal. Um dos marcos de sua administração foi a inauguração do Centro de treinamento da Seleção Brasileira de Futebol na Granja Comary, em 31 de janeiro de 1987. Anteriormente a execução desta obra, Celso participou ativamente do projeto desde o seu início, em 1970, exercendo sua função de engenheiro. Após sair da prefeitura, continuou na vida política sendo candidato em 1992 quando teve o registro impugnado. Retornou em 1996, ficando em segundo lugar, repetindo este mesmo resultado nas duas eleições posteriores (2000 e 2004). Em 2012 candidatou-se a vice-prefeito com o titular Nilton Salomão.